# Rzecz
Rzecz, substancja pierwsza, byt jednostkowy (łac. res) – kategoria przedmiotów, od innych przedmiotów (np. zdarzeń czy relacji) różniących się tym, że:
1. posiadają autonomię bytową (istnieją samodzielnie) – przy czym jest przedmiotem sporu, czy autonomia bytowa rzeczy jest pełna. Ci, którzy odmawiają rzeczom pełnej autonomii bytowej czasem redukują je do innych kategorii przedmiotów.
2. są jednostkowe (zob. przedmiot jednostkowy)
3. są fizyczne (zob. (2) i (3) łącznie: przedmiot konkretny)
4. posiadają zupełną charakterystykę.

Reiści uważają, że wszelkie kategorie przedmiotów da się zredukować do kategorii rzeczy.